# Blue Picardy Spaniel
Chó Blue Picardy Spaniel (hay chó Épagneul Bleu de Picardie) là một giống chó Spaniel có nguồn gốc ở Pháp, từ khu vực xung quanh cửa sông Somme, vào khoảng đầu thế kỷ 20. Nó là hậu duệ của chó Picardy Spaniels và chó English Setters, và được mô tả như một giống chó yên tĩnh đòi hỏi nhiều bài tập do sức bền tốt. Nó đặc biệt tốt tính với trẻ em. Tương tự như chó Picardy Spaniel, nó có một bộ lông màu đặc biệt. Được công nhận bởi một số ít các hiệp hội Kennel, giống này chủ yếu được biết đến ở Pháp và Canada.

## Mô tả

### Ngoại hình
Một con chó Blue Picardy Spaniel trung bình cao khoảng 22–24 inch (56–61 cm) và nặng 43–45 cân Anh (20–20 kg) Bộ lông của nó có lốm đốm màu xám đen tạo thành một bóng màu xanh, với một số mảng màu đen. Bộ lông phẳng hoặc hơi lượn sóng với lông trên tai, chân, bụng dưới và đuôi. Nó có đôi chân dài với một số đặc điểm của setter.
Nó có một cái mũi và mõm dài, với đôi tai dày được bọc trong lớp lông mượt mà thường kết thúc quanh đầu mõm. Ngực của nó có kích thước trung bình nối đến ngang với khuỷu chân trước. Cả hai chân trước và chân sau đều có cơ bắp khỏe. Đuôi của nó thường không dài quá khớp chân sau và thường thẳng.
Loài này có nhiều điểm tương đồng với chó Picardy Spaniel do lịch sử gần đây của hai giống chó này. Chó Blue Spaniel được mô tả là mềm mại hơn, cũng như sự khác biệt rõ ràng về màu lông. Chó Picardy có bộ lông màu nâu trong khi Blue Picardy có bộ lông màu đen và màu xám, được đưa vào giống bằng cách phối giống với chó English Setter. Tương tự điều này cũng đúng trong thời đại hiện đại do sự tương đồng chặt chẽ của hai tiêu chuẩn giống khác nhau.